# Аманітенмеміде
Аманітенмеміде (кін. I ст. н. е.) — цар (коре) Куша у 90-х роках н.е.

## Життєпис
Панував після Аманітаракіде, якому доводився братом або сином. Наразі відомий лише зі своєї піраміди № 17 в Мерое. Піраміда займає площу 8,6×8,6 м і, отже, є однією з менших пірамід у Мерое. Перед пірамідою стояла прикрашена каплиця. Прикраса була скопійована експедицією Карла Лепсіуса. Одну стіну привезли до Берліна, де вона експонується в Новому музеї. Інша знаходиться в Британському музеї в Лондоні.

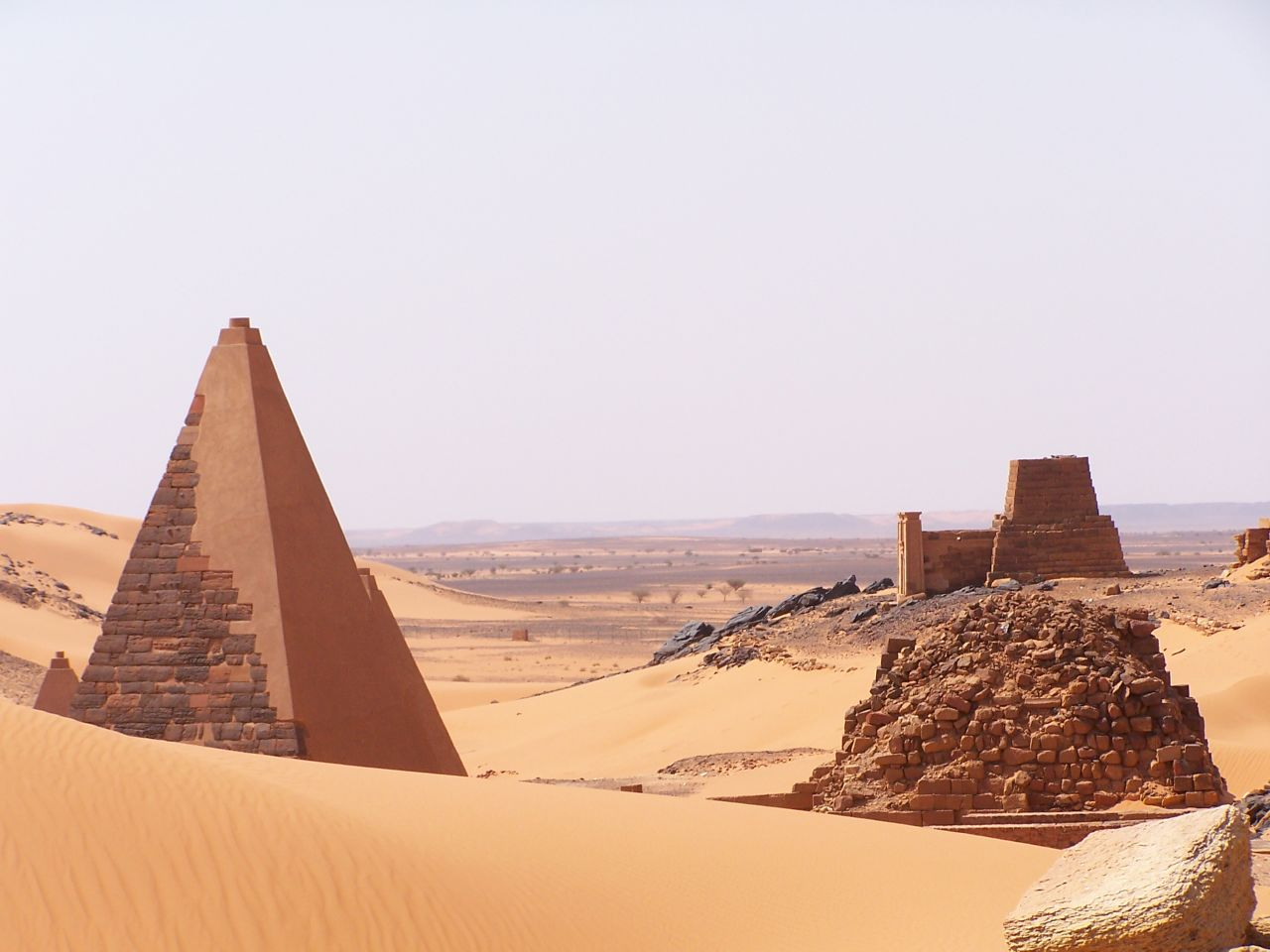
піраміда Аманітенмеміде

У похоронній камері піраміди було знайдено 3 скелети — два з них належать жінкам, третій — чоловікові близько 30 років, що є, можливо, рештками самого Аманітенмеміде.
За різними гіпотезами панування його було нетривалим. Можливо також був співцарем свого попередника. Спадкували йому Аманіхаташан і Таретніде.